# Balthazar Lange

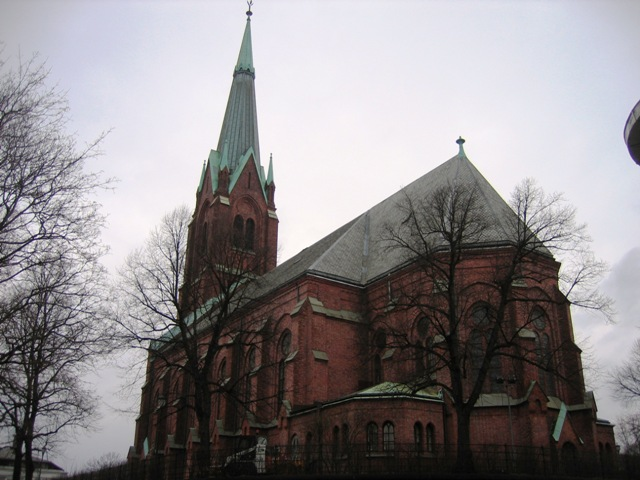
Iglesia de Uranienborg, 1880

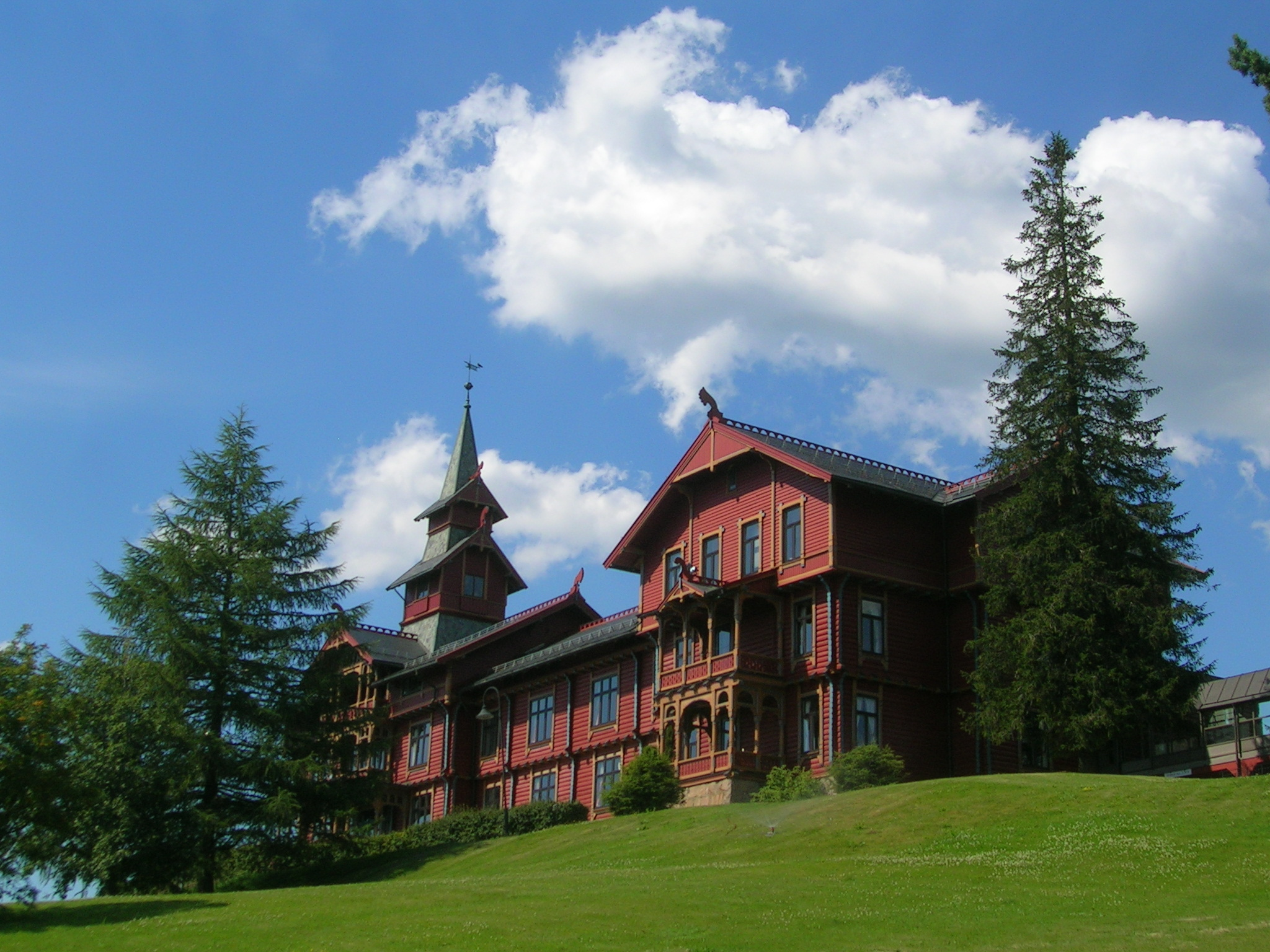
Hotel Holmenkollen Park, 1894

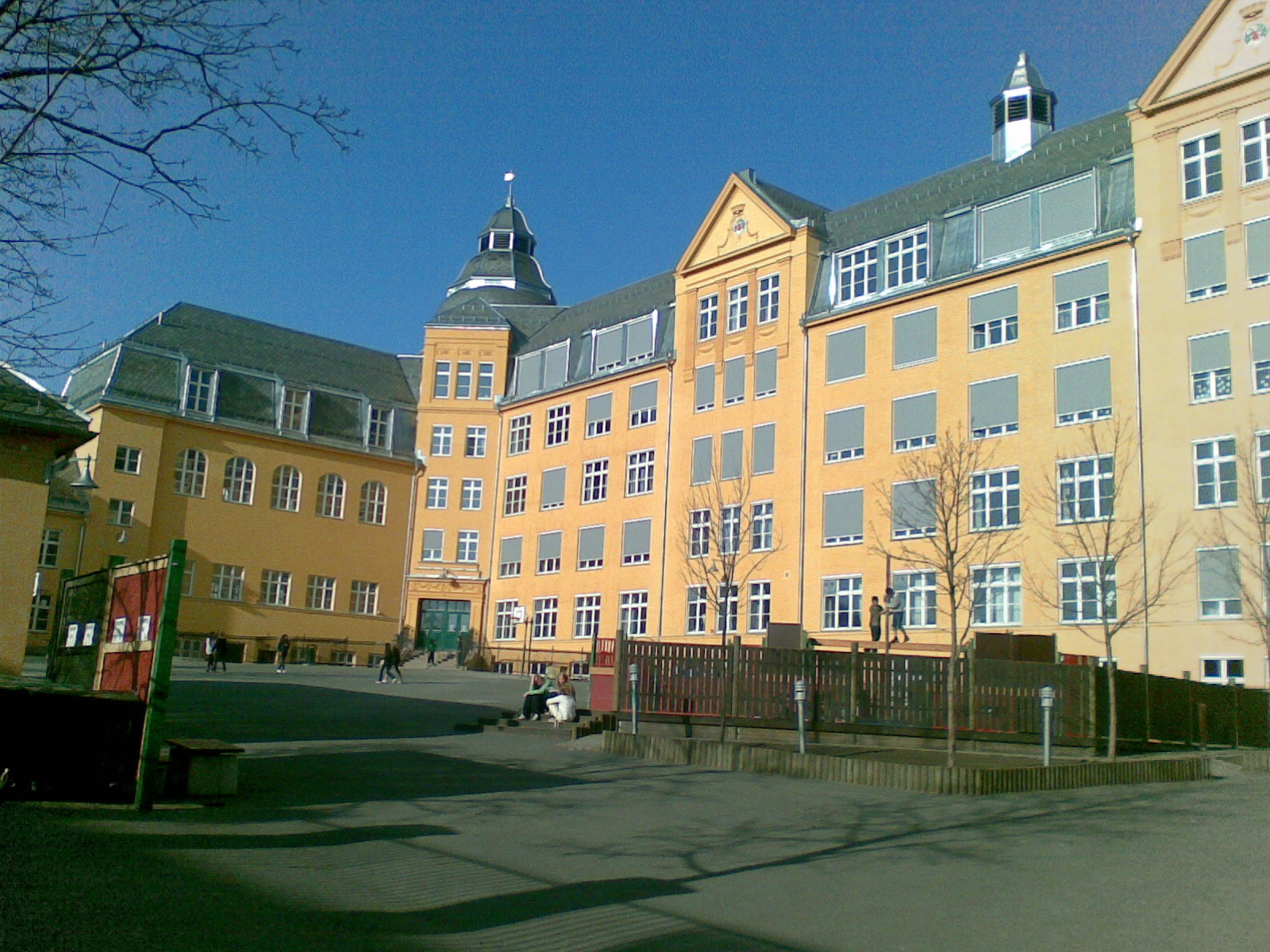
Escuela Ila, 1916

Balthazar Conrad Lange (25 de marzo de 1854 - 13 de septiembre de 1937) fue un arquitecto noruego.

## Vida personal
Nació en Asker, como hijo de una tesorera de aduana y del coronel Christopher Andreas Lange (1808–1888) y Anne Birgithe Falsen. Fue nieto del historiador y jurista Christian Magnus Falsen.
En 1881 en Arendal  se casa con Elise Kløcker (1857–1934). La pareja tuvo una hija y cinco hijos, a pesar de que todos no sobrevivieron a la infancia.

## Carrera
Mostró su talento, trabajando primero para la Norges Statsbaner de 1878 a 1881. Diseñó la estaciones de Østfold y Vestfold, incluyendo también las de Skoppum, Stokke, Sandefjord, y Porsgrunn. Cuando regresó a Kristiania, ya había diseñado la Iglesia de Uranienborg en 1880. En 1894,  obtuvo fama por la construcción de un sanatorio en Dragestil en Holmenkollen (hoy conocido como Hotel Holmenkollen  Park). Como arquitecto de la ciudad de 1898 a 1920, también diseñó varias escuelas.